# Aleksander Kłak
Aleksander Dominik Kłak (Gliwice, 24 novembre 1970) è un ex calciatore polacco, di ruolo portiere.

## Carriera
Con la Nazionale polacca ha vinto la medaglia d'argento ai Giochi olimpici 1992.